# Meir (prémétro d'Anvers)
Pour les articles homonymes, voir Meir.
Meir est une station du prémétro d'Anvers, faisant dès lors partie du réseau du tramway d'Anvers. Elle est située sous la rue commerçante du même nom.

## Caractéristiques

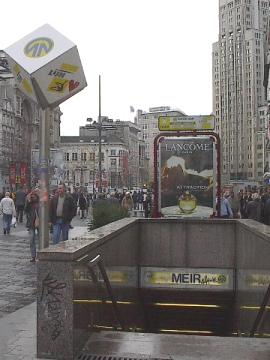
Entrée de la station Meir.

La station Meir est, avec les stations Groenplaats et Opera, la plus vieille station du réseau de prémétro. Elle fut inaugurée le 25 mars 1975.
Au niveau -1 se trouvent deux salles des guichets, séparés par un espace ouvert au-dessus des quais. Les quais et les voies sont situés au niveau -2.
En 2004, des aménagements destinés aux personnes à mobilité réduite ont été effectués : des ascenseurs ont été placés, ainsi qu'une signalisation ad hoc.